# Homemade Dynamite
Homemade Dynamite è un singolo della cantante neozelandese Lorde, pubblicato il 15 settembre 2017 come terzo estratto dal secondo album in studio Melodrama in una nuova versione incisa con la collaborazione di Khalid, Post Malone e SZA.
La rivista statunitense Rolling Stone l'ha considerato come uno dei migliori brani del 2017, mettedolo alla seconda posizione della sua lista ufficiale.

## Antefatti e pubblicazione
La versione originale del brano, co-scritta da Lorde in collaborazione con la cantautrice svedese Tove Lo, è stata pubblicata in concomitanza con l'uscita dell'album di appartenenza Melodrama, cioè il 16 giugno 2017.
Il 14 settembre dello stesso anno, attraverso i propri profili social, la cantante annuncia la pubblicazione di una nuova versione del brano, cantata in collaborazione con Khalid, Post Malone e SZA per il giorno seguente. La versione remix è stata inviata alle stazioni radiofoniche italiane dal 13 ottobre e a quelle statunitensi dal 24 ottobre successivo.

## Composizione
Homemade Dynamite è un brano sostanzialmente synth-pop, influenzato dalle sonorità hip hop ed R&B, ed è stato composto in chiave si bemolle maggiore con un tempo moderato di 108 battiti al minuto. Esso è arricchito da effetti sonori vocali, un ritmo tortuoso e percussivo, un gancio staccato, fioriture elettroniche, una percussione acuta ed oscillante e l'utilizzo stordente di sintetizzatori.
Al momento del processo di scrittura di Homemade Dynamite, Lorde non aveva in mente delle idee chiare sulle impostazioni o i temi da trattare nel brano. La cantante ha scelto di lavorare con Tove Lo soprattutto a causa della differenza stilistica tra le due; il brano è stato scritto in collaborazione con Jakob Jerlström e Ludvig Söderberg e prodotto da Frank Dukes. Rappresenta una delle poche tracce contenute in Melodrama a non esser state scritte né prodotte da Jack Antonoff. Il testo si approccia al tema dell'amicizia, e in particolar modo il brano parla dell'euforia provata durante una festa in casa con amici.

## Accoglienza
Homemade Dynamite è stata accolta in maniera molto positiva da parte della critica musicale. Will Hermes di Rolling Stone ha asserito che la «piccola esplosione scaturita dal brano nel silenzio totale» è la parte più sorprendente dell'intero album. Lo stesso Hermes ha anche notato come la traccia sia «emblematica per un disco pop moderno volto a premiare l'intimità della vecchia scuola». Dan Weiss di Consequence of Sound ha definito il brano «eccellente» per poi le prestazioni vocali della cantante a quelle si Lana Del Rey. Drowned in Sound ha definito il finale della canzone in cui Lorde rievoca il suono di un'esplosione come un qualcosa di «elettrizzante». The Guardian, invece, pur non disdegnando completamente il brano, ne ha criticato la sua eccessiva debolezza.
Anche la versione remix del brano ha ricevuto perlopiù critiche positive. Billboard lo ha definito «un arrangiamento allegro e ottimista». Mike Wass di Idolator ha elogiato che la parte cantata da Post Malone, sottolineandone la dolcezza, e ha notato come il remix in generale avesse «tutti i requisiti adatti per un successo multiformato». Uproxx ha apprezzato la capacità dei cantanti ospiti di «abbinarsi con l'intensità vocale di Lorde alla perfezione».

## Promozione
Lorde ha eseguito Homemade Dynamite per la prima volta dal vivo il 16 aprile 2017, includendo il brano nella scaletta presentata all'annuale Coachella Valley Music and Arts Festival. Esso è stato nuovamente proposto in occasione dell'Osheaga Festival tenutosi a Montréal il 4 agosto dello stesso anno in una versione cantata insieme a Tove Lo.
Sempre nel mese di agosto, Lorde si è esibita con Homemade Dynamite nell'ambito degli MTV Video Music Awards 2017. L'esibizione ha suscitato un notevole impatto mediatico perché, per la prima volta nella storia della manifestazione, è stata eseguita ballando e non cantando. Tale scelta, dovuta allo stato di salute debole della cantante che aveva contratto poche ore prima l'influenza, non è stata apprezzata dalla critica, che si è soffermata nel definire i passi di danza di Lorde come a tratti «bizzarri». Nel corso dell'estate di quell'anno il singolo è stato eseguito durante numerosi festival musicali, tra cui il Glastonbury Festival situato nell'omonima città britannica, l'Open'er Festival in Polonia e il Fuji Rock Festival in Giappone.

## Tracce
1. Homemade Dynamite – 3:09 (Ella Yelich-O'Connor, Tove Nilsson, Jakob Jerlström, Ludvig Söderberg)

Download digitale – Versione remix
1. Homemade Dynamite (feat. Khalid, Post Malone & SZA) – 3:34

## Classifiche

### Versione originale
| Classifica (2017) | Posizione massima |
| ----------------- | ----------------- |
| Belgio (Fiandre)  | 5                 |
| Belgio (Vallonia) | 3                 |
| Irlanda           | 61                |
| Nuova Zelanda     | 13                |
| Portogallo        | 68                |
| Regno Unito       | 82                |
| Svezia            | 84                |

### Versione remix
| Classifica (2017) | Posizione massima |
| ----------------- | ----------------- |
| Australia         | 23                |
| Canada            | 54                |
| Nuova Zelanda     | 20                |
| Stati Uniti       | 92                |